# Szczodrzeniec wczesny
Szczodrzeniec wczesny (Cytisus praecox L.) – gatunek roślin należący do rodziny bobowatych (Fabaceae). Jest mieszańcem powstałym ze skrzyżowania dwóch gatunków: Cytisus multiflorus i Cytisus oromediterraneus.  Występuje tylko w uprawie w niektórych krajach Europy Południowej i Środkowej.

## Morfologia
Krzewy o licznych kwiatach motylkowych zebranych w długie grona. Kwitnie od kwietnia do maja. Znane jest kilka odmian tego mieszańca. Wszystkie są krzewami o wysokości 1-1,2 m  o gęstych, zwartych i luźno przewieszających się, smukłych pędach. Pierwszy otrzymany mieszaniec 'Albus' ma kwiaty o barwie żółtej lub żółtokremowej i silny zapach. Odmiana 'Algold' tworzy kaskady miękkich, żółtozłotych kwiatów, 'Goldspear' to niższy i szerszy krzew o złotożółtych kwiatach.

## Uprawa
Jest łatwy w uprawie. Wymaga stanowiska słonecznego lub co najwyżej nieco tylko zacienionego. Nie ma szczególnych wymagań co do gleby; może być zarówno sucha, jak i bagnista, żyzna lub jałowa. Rozmnaża się przez sadzonkowanie lub szczepienie. Strefy mrozoodporności 5 – 9. Nadaje się do ogrodów skalnych, parków i na rabaty. Może być sadzony pojedynczo lub w grupach.

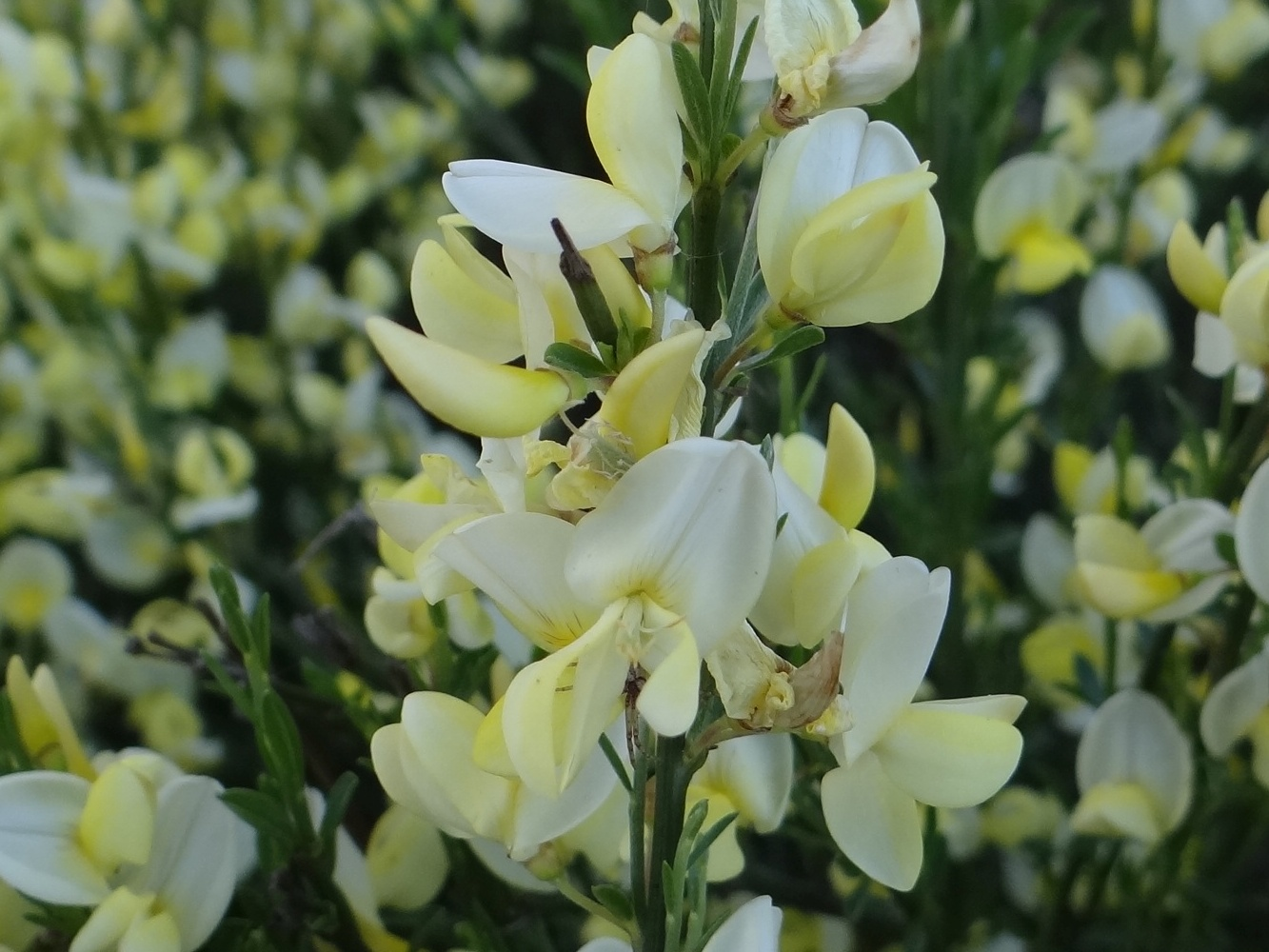
Kwiaty odmiany 'Albus'
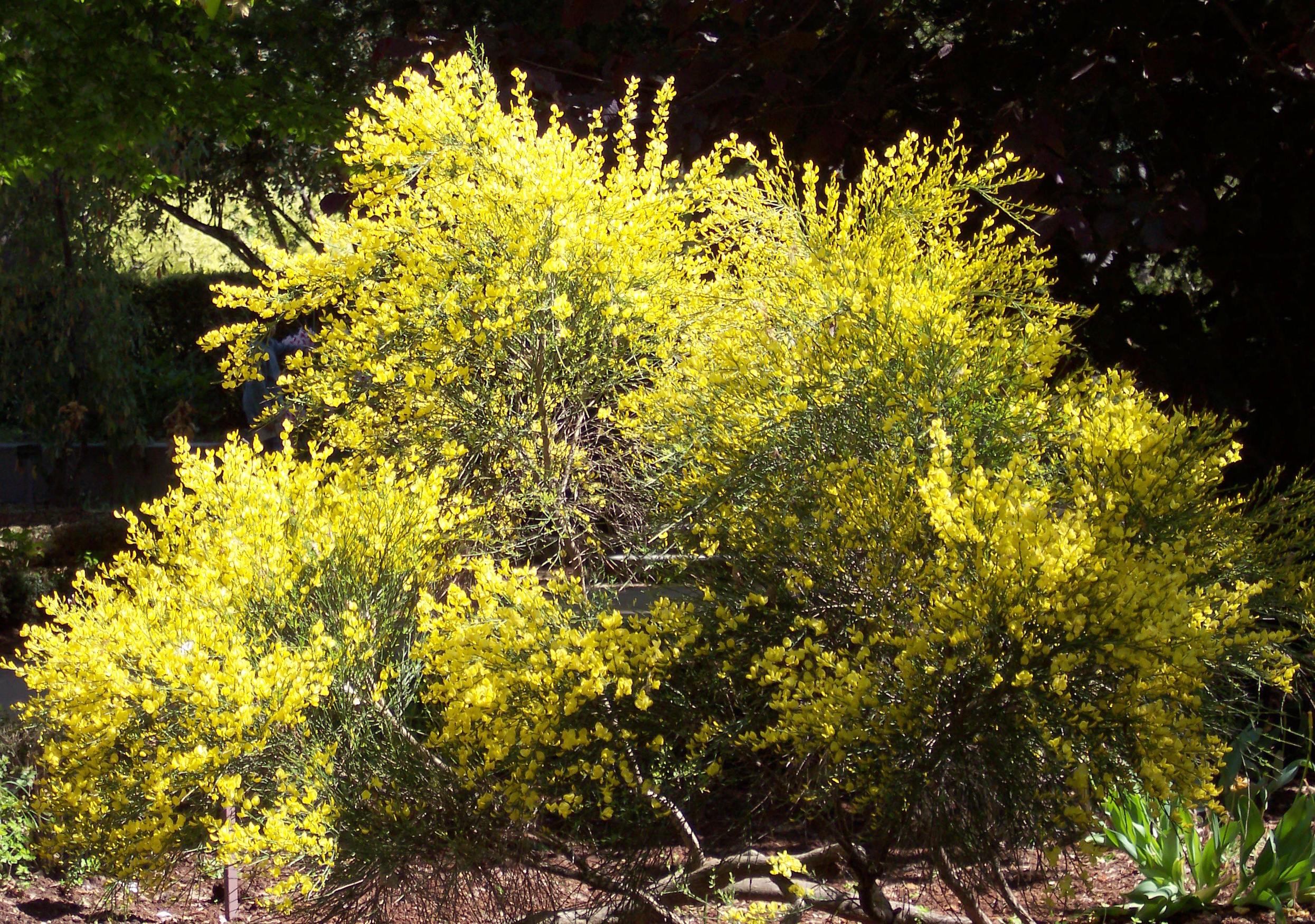
'Algold'